# Bomolocha sordidula
Bomolocha sordidula là một loài bướm đêm trong họ Erebidae.